# Fujiidera
Fujiidera (jap. 藤井寺市, -shi) ist eine Stadt in der Präfektur Osaka in Japan.

## Geographie
Fujiidera liegt nordöstlich von Sakai und südöstlich von Osaka.

## Geschichte
Fujiidera wurde am 1. November 1966 gegründet.

## Weblinks

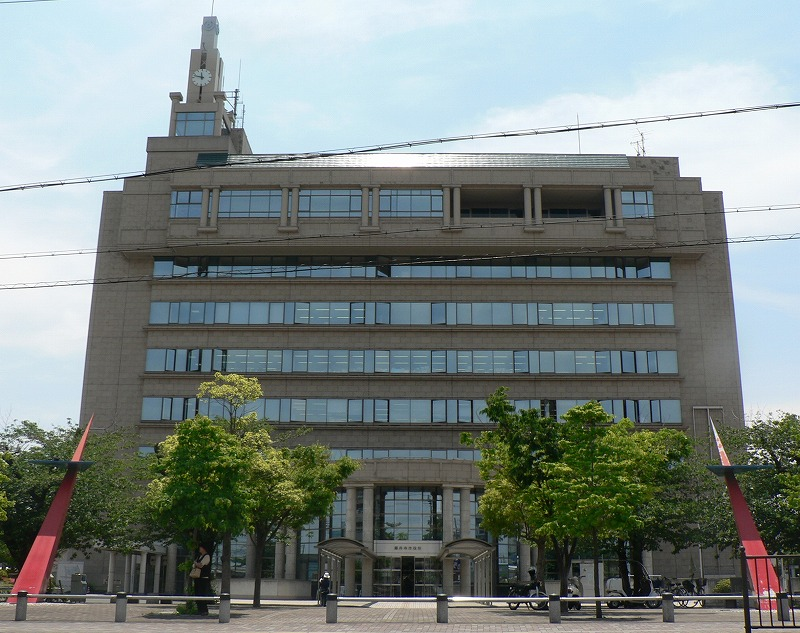
Rathaus von Fujiidera

## Sehenswürdigkeiten

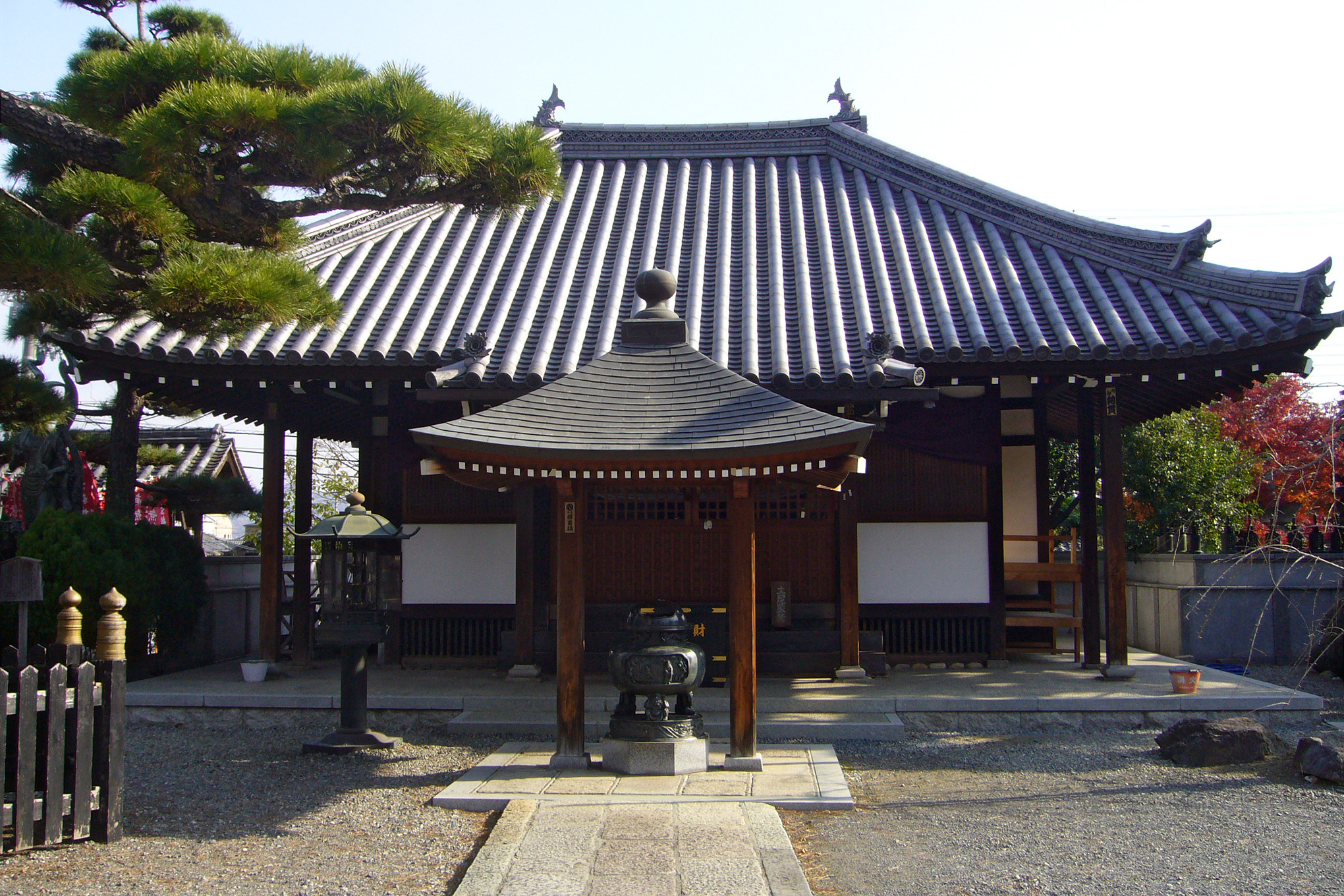
Fujii-dera

- AICEL Shura Hall (アイセルシュラホール, Aiseru shura hōru)
- buddhistische Tempel:
  - Fujii-dera (藤井寺)
  - Dōmyō-ji (道明寺)
- Dōmyō-ji Tenman-gū (道明寺天満宮, Shintō-Schrein)

## Angrenzende Städte und Gemeinden
- Yao
- Habikino
- Matsubara
- Kashiwara

## Verkehr

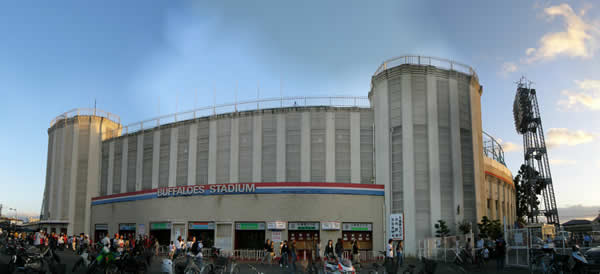
Fujiidera-Stadion

- Zug
  - Kintetsu Minamiosaka-Linie
- Straße:
  - Nationalstraße 170

## Persönlichkeiten
- Chikako Fushimi (* 1974), Radrennfahrerin
- Daiki Yamamoto (* 1992), Fußballspieler
- Takahiro Kitsui (* 1993), Fußballspieler
- Daichi Akiyama (* 1994), Fußballspieler